# Bragi Bergmann
Bragi Bergmann (Ároðinn, 1959. október 26. –) izlandi nemzetközi labdarúgó-játékvezető.

## Pályafutása

### Nemzeti játékvezetés
Ellenőreinek, sportvezetőinek javaslatára lett az I. Liga játékvezetője. A nemzeti játékvezetéstől 2003-ban vonult vissza.

### Nemzetközi játékvezetés
Az Izlandi labdarúgó-szövetség Játékvezető Bizottsága (JB) 1991-ben terjesztette fel nemzetközi játékvezetőnek, a Nemzetközi Labdarúgó-szövetség (FIFA) bíróinak keretébe. A FIFA JB központi nyelvei közül a angolt beszéli. Több nemzetek közötti válogatott és klubmérkőzést vezetett, vagy működő társának partbíróként segített. Az izlandi nemzetközi játékvezetők rangsorában, a világbajnokság-Európa-bajnokság sorrendjében többedmagával az 5. helyet foglalja el 2 találkozó szolgálatával. Az aktív nemzetközi játékvezetéstől 2003-ban a FIFA 45 éves korhatárát elérve búcsúzott.

#### Labdarúgó-világbajnokság
A világbajnoki döntőhöz vezető úton Egyesült Államokba a XV., az 1994-es labdarúgó-világbajnokságra a FIFA JB bíróként alkalmazta.

##### 1994-es labdarúgó-világbajnokság

###### Selejtező mérkőzés
| Időpont             | Helyszín                 | Mérkőzés típusa           | Mérkőzés       | Eredmény | Nézők száma |
| ------------------- | ------------------------ | ------------------------- | -------------- | -------- | ----------- |
| 1993. augusztus 25. | Park Stadion, Koppenhága | előselejtező (3. csoport) | Dánia–Litvánia | 4 : 0    | 40 282      |

#### Labdarúgó-Európa-bajnokság
Az európai-labdarúgó torna döntőjéhez vezető úton Angliába a X., az 1996-os labdarúgó-Európa-bajnokságra az UEFA JB játékvezetőként foglalkoztatta.

##### 1996-os labdarúgó-Európa-bajnokság

###### Selejtező mérkőzés
| Időpont           | Helyszín                       | Mérkőzés típusa           | Mérkőzés               | Eredmény | Nézők száma |
| ----------------- | ------------------------------ | ------------------------- | ---------------------- | -------- | ----------- |
| 1994. október 12. | Lansdowne Road Stadion, Dublin | előselejtező (6. csoport) | Írország–Liechtenstein | 4 : 0    | 32 980      |

## Sportvezetőként
Aktív pályafutását befejezve az izlandi JB, illetve a FIFA/UEFA JB instruktora, játékvezető ellenőre.